# Claudius Aelianus
Claudius Aelianus, sau Claudiu Elian (n. secolul al II-lea d.Hr., Palestrina, Imperiul Roman – d. 235 d.Hr., Roma, Imperiul Roman), cunoscut colocvial drept Aelian sau Elian a fost un autor roman de retorică activ în timpul domniei lui Septimius Severus. Pe lângă latină, Aelian vorbea limba greacă veche la un nivel nativ, fiind poreclit "cel cu limba de miere". Scrierile lui Aelian sunt importante pentru lumea greco-romană, în special din punct de vedere cultural, acesta oferind numeroase detalii despre viețile de zi cu zi ale cetățenilor Imperiului Roman. De asemenea, el este primul autor roman care să îl menționeze pe Ghilgameș.